# Aldo Kalulu
Aldo Kalulu Kyatengwa (Lyon, Francia, 21 de enero de 1996) es un futbolista francés que juega como delantero y su equipo es el Partizán de Belgrado de la Superliga de Serbia.

## Clubes
| Club                               | País    | Año       |
| ---------------------------------- | ------- | --------- |
| Olympique de Lyon                  | Francia | 2013-2018 |
| Stade Rennais F. C. (cedido)       | Francia | 2017      |
| F. C. Sochaux-Montbéliard (cedido) | Francia | 2017-2018 |
| F. C. Basilea                      | Suiza   | 2018-2021 |
| Swansea City A. F. C. (cedido)     | Gales   | 2019-2020 |
| F. C. Sochaux-Montbéliard          | Francia | 2021-2023 |
| Partizán de Belgrado               | Serbia  | 2023-     |

## Palmarés

### Títulos nacionales
| Título        | Club          | País  | Año  |
| ------------- | ------------- | ----- | ---- |
| Copa de Suiza | F. C. Basilea | Suiza | 2019 |

## Vida personal
Es hermano del también futbolista Pierre Kalulu y Gédéon Kalulu.